# Église Notre-Dame-du-Tilleul de Maubeuge
L'église Notre-Dame-du-Tilleul de Maubeuge est une église située à Maubeuge dans le département du Nord.
La structure métallique et les éléments de décor en fonte sont inscrits au titre des monuments historiques par arrêté du 20 octobre 2003.